# 毛淡棉車站
毛淡棉車站位於緬甸孟邦毛淡棉，為仰光—毛淡棉鐵路和德林達依鐵路上的一個鐵路車站。其歷史可追溯至英國殖民時代，2006年4月17日，按照東盟標準建造的新車站啟用。